# Discriminación

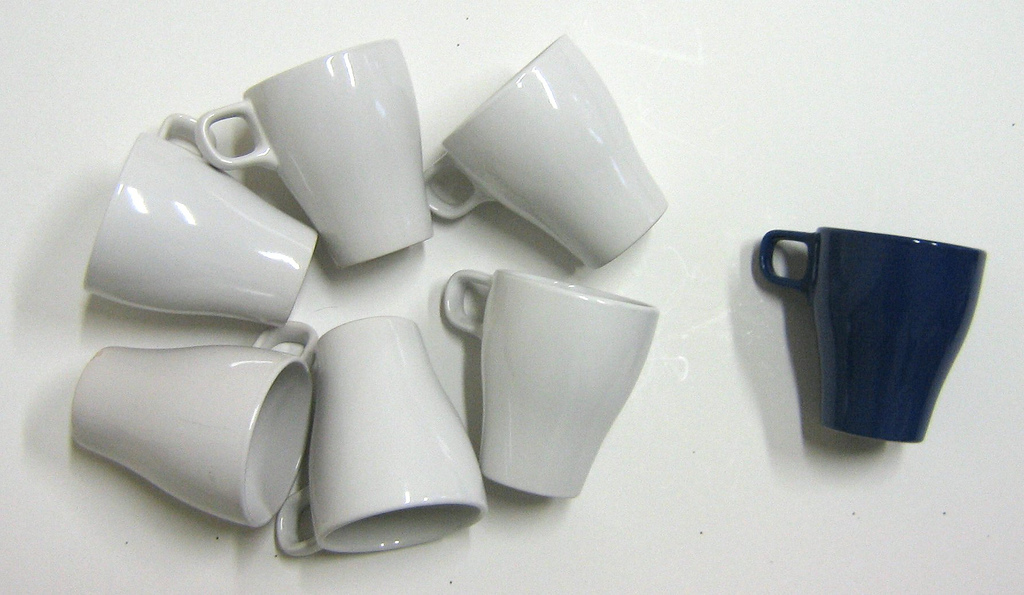
Una alegoría de discriminación, en la que el grupo de tazas blancas rechaza y excluye a la taza negra.

En comportamiento social, la discriminación (del latín discriminatĭo, -ōnis) es el trato desigual hacia una persona o colectividad por motivos de raza, etnia, orientación sexual, origen nacional, religión, ideología política, clase social, enfermedad mental o física, etc. En filosofía moral se ha definido a la discriminación como un trato o consideración «desventajosa». Esta definición es comparativa: una persona no tiene que ser dañada para ser discriminada, simplemente tiene que ser tratada «peor» que otras por razones arbitrarias. La reacción o interacción inicial que le sucede un grupo influencia el comportamiento real del individuo hacia el propio grupo o a su líder, restringe a miembros de un grupo de privilegios u oportunidades disponibles para otro grupo, lo que conduce a la exclusión del individuo o a entidades basadas en una toma de decisiones ilógica o irracional.
La mayor parte de las personas afectadas por la discriminación son individuos pertenecientes a las denominadas minorías, pequeños grupos dentro de una sociedad, aunque hay muchos casos en los que estos grupos no son pequeños.
Existen tradiciones, políticas, ideas, prácticas y leyes discriminatorias en muchos países e instituciones en todas partes del mundo, incluso en territorios donde la discriminación está mal vista. En algunos lugares se ha intentado beneficiar a quienes habían sido tradicionalmente víctimas de discriminación a través de mecanismos de discriminación positiva, como el establecimiento de leyes de cuotas para favorecer el acceso de la mujer a los cargos de representación o para favorecer la contratación de personas con discapacidad.
Toda discriminación empieza con el uso de la facultad para señalar a un individuo, las etiquetas ya sean para bien o para mal , son parte de la discriminación.
Solo los actos evidenciados dan validez de los mismos, ya que es muy sencillo señalar a alguien, cuando se es más de uno quienes comparten el ideal de discriminar.

## Individual, colectiva e institucional
La discriminación individual es aquella que se produce entre un individuo y otro. Es decir, cuando una persona trata de manera distinta y negativa a otra persona sin que exista una razón contextual diferenciada.
Esta forma de discriminación se contrapone a la discriminación colectiva, que ocurre cuando se da un trato diferenciado de un grupo a otro, negativo e inferior por las mismas razones. La discriminación colectiva la sufren los colectivos LGBTI por ejemplo, y se da en casos de discriminación racial, como en EE.UU durante los años 60 o las presiones que sufren aquellas personas que profesan ciertas religiones en países islamistas.

## Tipos de discriminación por criterio
Una de las principales fuentes de la desigualdad es la discriminación. Según César Rodríguez, en su texto titulado Derecho a la igualdad, «los ingresos, la clase social y la raza, factores tales como el género, el origen étnico, la nacionalidad, la afiliación religiosa o la ideología política» dan lugar a las formas de discriminación.
Existieron ciertos grupos minoritarios que no están efectivamente incorporados en la sociedad. Estos grupos están discriminando y se encuentran en una posición de «subordinación perpetua» (expresión tomada de Derecho y grupos desaventajados de Gargarella), lo cual se ve reflejado en la economía (clases menos favorecidas), en la política (estos grupos no tienen representación política) y en la vida social. Este tipo de discriminación es la más evidente, pues es la que se ve en el día a día; por ejemplo, la violencia física racial entre pandillas que se da en los Estados Unidos o en Europa.
El derecho (sistema judicial) ha sido utilizado como elemento de control por parte de los grupos predominantes, con objeto de mantener el statu quo. La discriminación ha sido una de las principales fuentes de desigualdad, debido a que, como ciertos grupos están marginados de las decisiones, se les priva de ciertos derechos fundamentales, tales como la salud, la seguridad social y la educación, entre otros muchos.
En las diferentes lenguas abundan términos que son utilizados con connotaciones racistas, clasistas o nacionalistas. También se utilizan las palabras para crear y mantener estereotipos. Existen muchas frases que expresan discriminación a las que estamos tan acostumbrados que no nos damos cuenta. Por todo esto, podemos decir que el lenguaje es una forma de discriminación y que hace que estas actitudes se vayan permeando por la sociedad que utiliza el lenguaje.
Sin embargo, se han hecho esfuerzos para parar la discriminación y asegurarle a estos grupos el respeto a sus derechos a través del mismo ejercicio del derecho. Un ejemplo de esto fueron las reformas jurídicas de la década de 1970, en las que se operó de forma tal que sirvieran de «obstáculos contra la discriminación» (expresión tomada del libro Emancipación social y violencia en Colombia, escrito por Rodrigo Uprimny y Mauricio García Villegas). En el caso colombiano podemos ver cómo la Corte Constitucional ha tenido un papel protagónico a través de sus decisiones, permitiendo que algunos de los grupos antes discriminados obtengan ahora representación y el respeto de sus derechos fundamentales (ejemplos de esto son los indígenas, los sindicatos y los homosexuales, entre otros muchos).
Otras personas que pueden también ser objeto de discriminación son quienes poseen una condición de discapacidad, sea física, intelectual, sensorial o relacionada con algún trastorno mental crónico (o cronificado). En estos casos la discriminación se manifiesta en diversas áreas como el derecho, la educación, el urbanismo, la cultura, la administración, la economía, el empleo, etc. Estas barreras que encuentran las personas con alguna de estas características son analizadas desde el llamado enfoque social de la discapacidad.  

### Discriminación por clase social
El clasismo es el prejuicio y discriminación basados en la pertenencia o no a determinadas clases sociales. Según el diccionario de la RAE, es la actitud o tendencia de quien defiende las diferencias de clase y la discriminación por ese motivo. Por lo general, un clasista asume su pertenencia a una u otra clase y obra en consecuencia para beneficiar los intereses de quienes son de su misma clase y en perjuicio de quienes no pertenecen a ella. 
La discriminación clasista es posible debido a que se asume que la sociedad está separada en clases sociales. De la discriminación clasista son víctimas quienes ocupan la posición de la clase baja o clase media por las clases dominantes.
El clasismo es un fenómeno que se entrecruza en ocasiones con el racismo. El origen de la discriminación no se basa en este caso en diferencias étnicas, sino en la pertenencia a diferentes clases sociales, debido a las condiciones socioeconómicas del individuo o grupo social. Los indicadores de pertenencia a dichas clases, percibidos como signos de éxito personal o distinción, están asimismo basados casi siempre en la apariencia externa de los individuos. El problema se agrava cuando la estratificación de las clases coincide con determinadas etnias, produciéndose un solapamiento de sentimientos discriminatorios racistas y clasistas.
Existen ideologías políticas fundamentadas en algún tipo de clasismo. De acuerdo a Max Weber, por ejemplo, una vez un grupo o clase ha obtenido un estatus elevado a través de ciertos logros, sus miembros tienden a limitar las oportunidades de que otros individuos las sustituyan, lo que a su vez genera conflictos que pueden incluso desembocar en revoluciones (ver clasicidio).

### Discriminación por edad
La discriminación por edad o edadismo es la discriminación contra personas o colectivos por motivo de edad. Engloba una serie de creencias, normas y valores que justifican la discriminación de las personas según su edad. Otros términos no recomendados, pero empleados en ocasiones, han sido el préstamo inglés ageism (de age, ‘edad’, y el sufijo -ism), edaísmo (sin una segunda «d»), viejismo, ancianismo,[cita requerida] gerontofobia o etarismo.
El término ageism (edadismo, en español) fue acuñado en 1968 por el gerontólogo y psiquiatra Robert Butler para referirse a la discriminación contra las personas mayores. Butler definió al «edadismo» como una combinación de tres elementos conectados. Entre ellos se encuentran las actitudes perjudiciales hacia las personas mayores, la vejez y el proceso de envejecimiento; prácticas discriminatorias contra las personas mayores; y prácticas institucionales y políticas que perpetúan los estereotipos sobre las personas mayores.
Este tipo de discriminación en contratación se ha percibido en Estados Unidos. Joanna Lahey, profesora de la Escuela Bush de Gobierno y Servicio Público en la Universidad de Texas A&M, encontró que la probabilidad de que una empresa entreviste a un candidato es un 40 % mayor si es joven que si tiene 50 años o más. En Europa, investigadores de la Universidad de Gante midieron el ratio de este tipo de discriminación en Bélgica. Encontraron que la discriminación por edad es heterogénea de acuerdo a la actividad que los candidatos de mayor edad emprendieron durante sus años posteriores a la educación. En Bélgica, solo son discriminados si tienen más años de inactividad o empleos irrelevantes.
En una encuesta para la Universidad de Kent, Inglaterra, 29 % de los encuestados declararon que han sufrido de discriminación por edad; una mayor proporción que la discriminación racial o por género. Dominic Abrams, psicólogo social en la universidad, concluyó que esta forma de prejuicio es la más prevalente en la población del Reino Unido.

### Discriminación por género
Sexismo, discriminación sexual o discriminación de género es el prejuicio o discriminación basada en el sexo o género que pueden incluir la creencia de que el uno es inherentemente superior al otro. Dado que los blancos del sexismo son principalmente las mujeres, esta noción se refiere más a menudo a la misoginia, al antifeminismo y a la discriminación contra la mujer.
También se refiere a las condiciones o actitudes que promueven estereotipos de roles sociales establecidos en diferencias sexuales. Las actitudes sexistas se sostienen en creencias y estereotipos tradicionales sobre los distintos roles de género. El término se utiliza principalmente para referirse a la discriminación que se ejerce contra las mujeres y hombres. La discriminación sexual no es solo un concepto dependiente de actitudes individuales, sino que se encuentra incorporado en numerosas instituciones de la sociedad. A menudo el sexismo es asociado con argumentos sobre la supremacía de género del hombre sobre la mujer mientras otros sostienen que la raíz de la opresión de género se encuentra en el régimen social y no en el hombre en particular. La situación de opresión que viven los hombres y mujeres en todo el mundo no es homologable a una opresión de clase o casta ya que se encuentra presente en las diferentes clases o castas.
La discriminación de género es un fenómeno social que se basa en el conjunto de roles socialmente construidos, comportamientos, actividades y atributos que una sociedad considera como apropiados e inapropiados para hombres y mujeres. Puede ocasionar distintos problemas psíquicos y somatizaciones en comunidades LGBT.

#### Discriminación contra la mujer en el ámbito laboral
Un enfoque desde el cual es posible analizar de manera cualitativa los niveles de discriminación contra la mujer es desde el ámbito laboral. De acuerdo con un estudio realizado por la Universidad de Barcelona los trabajos en los cuales las mujeres a través de la historia se han desarrollado comúnmente son aquellos relacionados con servicios de proximidad o de vida diaria, entendiendo por ellos a las actividades remuneradas cuyo fin principal es el de satisfacer necesidades familiares y en general de la vida cotidiana. En este sentido, se trata de uno de los pocos ámbitos en los cuales la mujer ha logrado tener un crecimiento laboral, respecto del género opuesto, desarrollándose principalmente en ámbitos ejecutivos y puestos que suponen un grado académico específico.
El incremento masivo de este tipo de trabajos entre las mujeres en los últimos años deriva de una serie de condiciones, tales como cambios sociodemográficos, económicos, la dispersión de ciertas tradiciones y costumbres, el envejecimiento de la población, crecimiento de la población femenina, crisis fiscales, entre otras, sobre todo en las sociedades occidentales.

#### Discriminación contra el varón
En la mayoría de los países, el servicio militar obligatorio es obligatorio únicamente para  los varones, lo que constituye una violencia institucional y sistemática contra los varones, en muchos casos avalada por los tribunales. Cuando esto ocurre, esta violencia conlleva además otras violencias y discriminaciones (disciplina militar, movilización para la guerra, sujeción a leyes penales militares, etc.)
También existen otras discriminaciones y violencias contra los varones en otros ámbitos.

### Discriminación por origen étnico
El racismo es sostener la superioridad o inferioridad de un grupo étnico frente a los demás, promoviendo mecanismos, sistemas y culturas de deshumanización, discriminación, persecución y exclusión. La palabra «racismo» designa también la doctrina antropológica o la ideología política basada en ese sentimiento. Conforme a la Convención Internacional sobre la Eliminación de todas las Formas de Discriminación Racial aprobada por la Asamblea General de la Organización de las Naciones Unidas el 21 de diciembre de 1965:

«la doctrina de la superioridad basada en diferenciación racial es científicamente falsa, moralmente condenable, socialmente injusta y peligrosa, y [...] nada en la teoría o en la práctica permite justificar, en ninguna parte, la discriminación racial».

El primer artículo de la convención internacional sobre la eliminación de todas las formas de discriminación racial define al racismo como:

«toda distinción, exclusión, restricción o preferencia basada en motivos de raza, color, linaje u origen nacional o étnico que tenga por objeto o por resultado anular o menoscabar el reconocimiento, goce o ejercicio en condiciones de igualdad, de los derechos humanos y libertades fundamentales en las esferas política, económica, social, cultural o en cualquier otra esfera de la vida pública».
Art. 1

Existen autores que proponen distinguir entre el racismo en sentido amplio del racismo en sentido restringido. En el primer caso, se trataría de una actitud etnocéntrica o «sociocéntrica» que separa el grupo propio del ajeno y que considera que ambos están constituidos por esencias hereditarias e inmutables que hacen de los otros, de los ajenos, seres inadmisibles y amenazadores. Esta concepción de los demás conduciría a su segregación, discriminación, expulsión o exterminio y podría apoyarse en ideas científicas, religiosas o en meras leyendas o sentimientos tradicionales. Afirma también la superioridad intelectual y moral de unas razas sobre otras, superioridad que se mantiene con la pureza racial y se arruina con el mestizaje. Este tipo de racismo, cuyo modelo es el nazi y el racismo occidental en general, conduce a defender el derecho natural de las razas «superiores» a imponerse sobre las «inferiores». El racismo en sentido restringido es una doctrina de apariencia científica que afirma la determinación biológica hereditaria de las capacidades intelectuales y morales del individuo, y la división de los grupos humanos en razas, diferenciadas por caracteres físicos asociados a los intelectuales y morales, hereditarios e inmutables.
La Convención Internacional sobre la Eliminación de todas las Formas de Discriminación Racial aclara que "la expresión 'discriminación racial' denotará toda distinción, exclusión, restricción o preferencia basada en motivos de raza, color, linaje u origen nacional o étnico que tenga por objeto o por resultado anular o menoscabar el reconocimiento, goce o ejercicio, en condiciones de igualdad, de los derechos humanos y libertades fundamentales en las esferas política, económica, social, cultural o en cualquier otra esfera de la vida pública" y que "las medidas especiales adoptadas con el fin exclusivo de asegurar el adecuado progreso de ciertos grupos raciales o étnicos o de ciertas personas que requieran la protección que pueda ser necesaria con objeto de garantizarles, en condiciones de igualdad, el disfrute o ejercicio de los derechos humanos y de las libertades fundamentales no se considerarán como medidas de discriminación racial, siempre que no conduzcan, como consecuencia, al mantenimiento de derechos distintos para los diferentes grupos raciales y que no se mantengan en vigor después de alcanzados los objetivos para los cuales se tomaron".
Las actitudes, valores y sistemas racistas establecen, abierta o veladamente, un orden jerárquico entre los grupos étnicos o raciales, utilizado para justificar los privilegios o ventajas de las que goza el grupo dominante.
Buraschi y Aguilar definen el racismo como «un sistema de dominación y de inferiorización de un grupo sobre otro basado en la racialización de las diferencias, en el que se articulan las dimensiones interpersonal, institucional y cultural. Se expresa a través de un conjunto de ideas, discursos y prácticas de invisibilización, estigmatización, discriminación, exclusión, explotación, agresión y despojo».

#### Discriminación en mujeres indígenas
La discriminación obedece a patrones socioculturales largamente aprendidos y repetidos, en cuya transmisión y perpetuación, la conducta de quienes nos rodean medio familiar y entorno sociocultural juega un papel importante pues es aquí donde el ser humano comienza a establecer criterios de-selección de personas, grupos y comunidades.
Una de las peores formas de discriminación es la invisibilidad, las mujeres indígenas inmigrantes son invisibles, no sabemos con precisión cuántas migran a los campos agrícolas o a las maquiladoras del norte del país, tampoco sabemos cuántas migran a Estados Unidos.
Esta visión, ha permitido violaciones sistemáticas de los Derechos Humanos, puesto que a los grupos etiquetados como vulnerables se les limitan las posibilidades de ejercer sus derechos, ocultando hechos que tienen raíces discriminatorias por racistas, misóginas, xenofóbicas, etc. y, sobre todo, se encubren las desigualdades, que con base en determinaciones estructurales, niegan o restringen el acceso a condiciones de vida dignas.
La diversidad cultural generada por los distintos grupos étnicos nos brinda gran potencial para el crecimiento comunitario, por lo que el cuestionamiento y concientización de los patrones discriminatorios que ejercemos en sociedad es indispensable para la erradicación de conductas que ponen en riesgo los derechos de las comunidades indígenas.
Al ser una de las comunidades más desprotegidas, las cifras sobre la discriminación aún son inexactas y siguen sin ser documentadas, los estudios señalan conflictos como violencia, pobreza, limitado acceso a la educación, desempleo, escasa participación política y representación.

### Discriminación por discapacidad
De tal manera, las personas con discapacidad experimentan formas comunes de discriminación, como un alto nivel de rechazo en diferentes instituciones, prejuicios en cuanto a su productividad o incluso la exclusión de gran parte de su entorno.
De acuerdo con INEGI, 6 % de la población mexicana (en torno a 7.1 millones de personas) tiene algún tipo de discapacidad, entendida como alguna dificultad para caminar o moverse, ver y escuchar, hablar o comunicarse, poner atención o aprender, atender el cuidado personal o tener alguna limitación mental. Uno de los mayores problemas de este sector social es la discriminación estructural que ha enfrentado históricamente.
El Título I de la Ley sobre Estadounidenses con Discapacidades de 1990 (ADA, por sus siglas en inglés) prohíbe a los patronos privados, los gobiernos estatales y locales, las agencias de empleo y los sindicatos de trabajadores discriminar contra individuos calificados con discapacidades en los procedimientos de solicitud de empleo, contratación, despido, ascenso, compensación, entrenamiento para el empleo y otros términos, condiciones y privilegios de empleo.
De un modo particular, es muy común este tipo de discriminación en las personas que poseen algunas discapacidades que a simple vista no se perciben como por ejemplo los trastornos del espectro autista.

### Discriminación por orientación sexual
El término homofobia hace referencia a la aversión hacia la homosexualidad o contra personas homosexuales. La homofobia abarca toda aquella actitud degradante, discriminatoria, ofensiva o desfavorable hacia alguien por motivo de la orientación homosexual. Aunque es habitual que se incluya en el término a las demás personas que integran a la diversidad sexual, como es el caso de las personas bisexuales, transgénero y transexuales; es importante aclarar que para el caso de las personas bisexuales el término indicado es bifobia, mientras que en el caso de las personas transgénero y transexuales el término adecuado es  transfobia.
La homofobia es el rechazo y odio irracional que se tiene hacia la homosexualidad y que conduce a la violencia y a la discriminación hacia los individuos que tienen dicha orientación sexual. Estas actitudes negativas, prejuiciosas y discriminatorias son un delito en la legislación de muchos países del mundo. 

### Discriminación por especie
El especismo es una forma de discriminación basada en la pertenencia a una especie. Implica establecer distinciones morales significativas entre las distintas especies pertenecientes al reino animal (Animalia) aunque sus «intereses», o por lo menos aquellos «intereses fundamentales» e «inalienables» (vida, libertad y bienestar), sean «equivalentes». Más precisamente, el especismo es la falla de considerar intereses de igual fuerza. La noción se ha formulado de diversas maneras, en relación con los intereses, los derechos y la individualidad personal de los seres humanos y los animales, en términos de la supuesta relevancia moral que confiere la pertenencia a una especie.
El término es un neologismo acuñado en 1970, en inglés, por el psicólogo Richard D. Ryder como speciesism, y está definido en el Diccionario de la lengua española como «discriminación de los animales por considerarlos especies inferiores» o «creencia según la cual el ser humano es superior al resto de los animales, y por ello puede utilizarlos en beneficio propio».
El término es usado por los defensores de los derechos de los animales, quienes lo comparan o lo colocan al mismo nivel que el racismo y el sexismo, argumentando que pertenecer a una especie no tiene significancia moral. También aseguran que el especismo justifica la utilización o sacrificio de animales en espectáculos crueles, como corridas de toros y peleas de gallos, y que fundamenta la ganadería, el uso de cuero y la experimentación con animales, entre otras prácticas.
Es a partir de este que no existe consenso acerca de cuál es la característica para dar consideración moral a un individuo no humano. En el ámbito de la ética animal se sostiene normalmente que es la capacidad de sentir dolor, si bien para algunas personas la condición para esto serían las capacidades mentales complejas intelectual, y otros, en el campo de la ética ambiental, lo extienden al hecho de cumplir las funciones vitales.[cita requerida] El biólogo Richard Dawkins ha hablado acerca de este límite. En relación con esos límites se puede señalar una graduación del especismo, siendo el especismo más estricto definido por la exclusión de todos los derechos y garantías a los animales no humanos. Otros grados de especismo extenderían algunos reconocimientos a otros animales, por ejemplo a chimpancés o grandes simios, generalmente basándose en algún parecido con los seres humanos.

### Discriminación por lateralidad
En esta parte, el ejemplo más claro es la discriminación de los diestros hacia los zurdos, dado que en muchas culturas y religiones consideran a la mano izquierda como «la mano del demonio».
Por esta y otras razones, hace años, el cuerpo de docentes trataba de que niños y niñas zurdos escribieran con la mano derecha o «correcta». Siendo iguales las cualidades del ser humano, que tanto los zurdos como los diestros tienen, el trato debería ser el mismo respecto a su lateralidad.

### Discriminación por embarazo
Este tipo de discriminación se da en el momento en que las mujeres son limitadas o rechazadas, cuando se encuentran embarazadas, o padecen alguna enfermedad relacionada con el embarazo. Las mujeres embarazadas tienen derecho a ser tratadas de la misma manera que aquellas que no lo están, y tiene derecho a tener acceso a las mismas oportunidades.
Un jefe o patrón, no puede negar la contratación a una mujer embarazada que cumpla con los requisitos del puesto solicitado. Así como también tiene la obligación de ceder licencias por maternidad, tratando a la mujer de la misma manera que trataría a un empleado incapacitado temporalmente.
En lo que refiere al seguro médico, en el caso de las mujeres, debe contemplar y cubrir aquellas necesidades que estén relacionadas con el embarazo. Con respecto a otras situaciones, un empleador no tiene derecho a limitar el desarrollo laboral de una mujer, debido a la posibilidad de que esta pueda embarazarse.

### Discriminación por religión
La discriminación religiosa consiste en tratar a una persona o grupo, de manera no favorable debido a sus creencias religiosas. Esto incluye cuando los adeptos de diferentes religiones, confesiones o no religiones son tratados de manera desigual debido a estas creencias, ya sea ante la ley o en entornos institucionales, como el empleo o la vivienda.
Está relacionada con la persecución religiosa.
Esta discriminación puede manifestarse en la limitación al acceso a la enseñanza, servicios de salud, o a cargos públicos e incluso los miembros de las comunidades religiosas pueden ser encarcelados o asesinados debido a su afiliación o a sus creencias religiosas. Así mismo, esta forma de discriminación puede afectar a quienes manifiestan públicamente no creer en ninguna religión (discriminación contra los ateos).

### Discriminación por personalidad
El psicólogo Carl Jung distinguía la personalidad en introvertida y extrovertida. Las personas introvertidas pueden ser objeto de discriminación y burlas, con epítetos tales como "autista", "mudo", etc. Donde más se da este tipo de segregación es en escuelas, trabajo, vida cotidiana.  Las escuelas de mente muy cerrada tratan de forzar a los alumnos a que se junten con otros, cortando así su personalidad y desarrollo. Este tipo de discriminación es muy poco hablada, casi legal. En efecto, por este motivo este tipo de discriminación fomenta actitudes como el bullying y el mobbing.

### Discriminación por trastorno mental o diagnóstico psiquiátrico
Mentalismo, sanismo o cuerdismo describe la opresión y discriminación sobre una característica o condición mental concreta o supuesta de una persona. Esta discriminación puede ser o no definida en términos de trastorno mental o déficit cognitivo. La discriminación se basa en factores como estereotipos sobre neurodivergencia, por ejemplo personas autistas, dificultades en el aprendizaje, TDAH, bipolares, esquizofrenia, y  trastornos de la personalidad, fenómenos concretos de la conducta como tartamudez, dislexia, dislalia y tics, o discapacidad intelectual. 
Al igual que otras formas de discriminación como sexismo y racismo, el mentalismo implica múltiples formas cruzadas de opresión, desigualdades sociales complejas y relaciones de poder desiguales. Puede darse en variadas formas como calificativos insultantes, comentarios en apariencia irrelevantes y trato indigno. Viene definido por la percepción y juicio de una persona sobre el estado de salud mental de otra. Estas percepciones pueden convertirse en discriminaciones explícitas como la exclusión o negativa de acceso a servicios o incluso la violación de derechos humanos. El mentalismo afecta a cómo las personas son tratadas por la sociedad, por los profesionales de salud mental y por las instituciones en general, incluyendo el sistema judicial. Estas actitudes de rechazo pueden ser interiorizadas por la propia persona que las sufre, como explica la teoría del etiquetado.
Los términos "mentalismo", a partir de "mental", y "cuerdismo", de "cordura", son de uso aceptado en algunos contextos. Conceptos como "estigma" y, en algunos casos, "capacitismo", pueden entenderse de manera similar pero no idéntica.
Aunque "mentalismo" y "cuerdismo" pueden utilizarse indistintamente, "cuerdismo" se está haciendo predominante en el ámbito anglosajón dentro de espacios seguros como ambientes académicos, entre personas que se identifican como locos, entre sus defensores y en ambientes políticos y activistas donde la implicación en la lucha contra el cuerdismo gana terreno. El uso del término cuerdismo es una forma de denuncia entre las personas y colectivos que se identifican como locos, supervivientes de la psiquiatría y movimientos críticos con la atención a la salud mental. En el ámbito académico el concepto empieza a ser tratado en cada vez más publicaciones sobre el tema y en los ámbitos donde se trabaja en el enfoque social de la salud mental.

## Formas de discriminación
La discriminación constituye un problema central en las cuestiones de la filosofía moral, por ello es de crucial importancia diferenciar que tipos de discriminación se pueden dar, de manera que se distingan, ya no solo la forma de discriminación con respecto a un individuo o conjunto de individuos, sino también cuales son los tipos de discriminación que se pueden hacer a partir de ellas. De este modo, observaremos que el significado del término "discriminación" puede variar según el contexto.

### Que es la discriminación
La discriminación de quienes no pertenecen a un cierto grupo por el hecho de no pertenecer a tal grupo o en la creencia de que quienes no pertenecen a tal no satisfacen alguna clase de criterio moralmente relevante.
La discriminación directa ocurre cuando una persona con una discapacidad es o ha sido tratada de manera menos favorable que alguien que no lo es, en una situación similar o comparable (sexo, origen nacional, raza, color, etnia, edad, discapacidad o religión).

### Discriminación cognitiva
Se distinguen dos tipos de discriminación (cognitiva y no cognitiva) en función de la actitud con la que se realiza. Según esto, la discriminación cognitiva es aquella que se hace con respecto de quienes no pertenecen a un cierto grupo X con base en la creencia de que un cierto criterio moralmente relevante no es satisfecho por quienes no pertenecen a X. Esta puede darse tanto en casos de discriminación directa como indirecta.

### Discriminación no cognitiva
La discriminación, por parte de quienes pertenecen a un cierto grupo X debido a una mera actitud, hacia quienes no pertenecen a X (como puede ser el mero deseo de que les vaya mal). Se da siempre bajo la discriminación directa.

### Discriminación jerárquica
La discriminación de quienes no pertenecen a un cierto grupo X que implica que algunos o todos los intereses de quienes no pertenecen a X cuenten menos que los de quienes sí pertenecen a X. Esto se hace buscando algún tipo de segregación.

### Discriminación reflexiva
La discriminación de quienes pertenecen a un cierto grupo en el que se encuentra quien discrimina. Alguien puede pertenecer a un cierto grupo discriminando y manteniendo también tal discriminación.

### Discriminación de segundo orden
La discriminación de alguna agente moral por la creencia o el hecho de que se oponga a alguna clase de discriminación de primer orden. Es decir, discriminar a alguien por el hecho de que ese alguien se oponga a su vez a cierta discriminación. Ejemplo de esto podría ser el caso en el que un grupo de personas no racializadas discrimine a otra por el hecho de que esta apoya la lucha antirracista.

### Discriminación de primer orden
La discriminación de un individuo o ente por razones distintas de la creencia o el hecho de que se oponga a alguna clase de discriminación de primer orden.

### Discriminación epistémica
La opinión de un agente es considerada menos fiable epistémicamente que la de otros agentes por los mismos motivos por los que tiene lugar alguna otra forma de discriminación. Si consideramos que la opinión de un alguien es menos susceptible de ser correcta que la de otro individuo simplemente por el hecho de que el primero forma parte de un cierto grupo que sufre una cierta discriminación, sin más evidencias para considerar algo así, estaremos incurriendo en un ejemplo de discriminación epistémica. Esto se da en los casos en los que se considera más fiable la opinión o criterio de una persona adulta frente a la de otra de menor edad, entre otros.

## Tratados internacionales
Los documentos importantes de la Organización de las Naciones Unidas que abordan la discriminación incluyen:
- La Declaración Universal de Derechos Humanos es una declaración adoptada por la Asamblea General de las Naciones Unidas el 10 de diciembre de 1948. Establece que: "Toda persona tiene derecho a todos los derechos y libertades establecidos en esta Declaración, sin distinción de ningún tipo, como la raza, color, sexo, idioma, religión, opinión política u otra, origen nacional o social, propiedad, nacimiento u otro estado ".[91]
- La Convención internacional sobre la eliminación de todas las formas de discriminación racial (ICERD) es una convención de las Naciones Unidas. La Convención compromete a sus miembros a eliminar la discriminación racial. La convención fue adoptada y abierta a la firma de la Asamblea General de las Naciones Unidas el 21 de diciembre de 1965, y entró en vigor el 4 de enero de 1969.
- La Convención sobre la eliminación de todas las formas de discriminación contra la mujer (CEDAW) es un tratado internacional adoptado en 1979 por la Asamblea General de las Naciones Unidas. Descrito como una declaración internacional de derechos para las mujeres, entró en vigor el 3 de septiembre de 1981.
- La Convención sobre los derechos de las personas con discapacidad es un tratado internacional de instrumentos de derechos humanos de las Naciones Unidas. Las partes en la Convención están obligadas a promover, proteger y garantizar el pleno disfrute de los derechos humanos por las personas con discapacidad y garantizar que disfruten de la plena igualdad ante la ley. El texto fue adoptado por la Asamblea General de las Naciones Unidas el 13 de diciembre de 2006, y se abrió a la firma el 30 de marzo de 2007 ; entró en vigor el 3 de mayo de 2008.

## Leyes
Algunas de las legislaciones vigentes sobre la materia son:
En Uruguay existe la Ley N° 17.817 Ley de Lucha contra el racismo, la xenofobia y la discriminación.
En Argentina existe la Ley N° 5.261 Ley contra la discriminación.
En México existe la Ley federal para prevenir y eliminar la discriminación.
En Chile existe la Ley N° 20.609 Ley antidiscriminación o conocida informalmente como: «Ley Zamudio» por el caso de Daniel Zamudio, que establece medidas contra la discriminación.
En Colombia existe la Ley N° 1482 de 2011. Esta ley tiene por objeto sancionar penalmente actos de discriminación por razones de raza, etnia, religión, nacionalidad, ideología política o filosófica, sexo u orientación sexual, discapacidad y demás razones de discriminación.
La Unión Europea ha aprobado varias directivas importantes contra la discriminación, la Directiva sobre igualdad racial y la Directiva sobre igualdad en el empleo, y la Directiva sobre igualdad de trato.